# Jane Austens Verführung
Jane Austens Verführung (Persuasion) ist eine Verfilmung des 1818 postum erschienenen Romans Anne Elliot (Persuasion) von Jane Austen. Die grotesk falsche Übersetzung von Persuasion mit „Verführung“ sollte den Film wohl attraktiver machen (siehe auch Sinn und Sinnlichkeit).

## Handlung
Die 19-jährige und aus gutem Haus stammende Anne Elliot ist mit dem mittellosen Offizier Frederick Wentworth verlobt. Sie löst auf Anraten Lady Russells, einer guten Freundin der Familie und einzige in Kenntnis gesetzte Person, die Verlobung, da dieser die gesellschaftliche und finanzielle Situation von Wentworth nicht als angemessen erscheint. 
Der Film setzt, wie die Handlung des Romans, acht Jahre später an. Anne ist unverheiratet und lebt mit ihrem Vater Sir Walter Elliot und ihrer älteren, ebenfalls unverheirateten Schwester Elizabeth auf dem Familienanwesen Kellynch Hall in Somersetshire. 
Während Wentworth zum Kapitän ernannt und durch seine Erfolge in der Royal Navy vermögend geworden ist, sind die Elliots durch das gedankenlose Verhalten Sir Walters fast verarmt und aufgrund ihrer finanziellen Lage sogar gezwungen, das Familienanwesen zu vermieten. 
Dieses Anwesen wird von Captain Wentworths Schwester und ihrem Mann Admiral Croft gepachtet. Sir Walter und seine Tochter Elizabeth verlassen noch vor dem Eintreffen der neuen Pächter das Anwesen Richtung Bath und überlassen Anne alle weiteren Angelegenheiten. Auch um ihre hypochondrische jüngere Schwester Mary Musgrove muss Anne sich kümmern, die mit ihrem Mann Charles Musgrove und ihren zwei Kindern in einem benachbarten Dorf in Somersetshire wohnt. 
Beim Besuch bei seiner Schwester in Kellynch Hall begegnen Anne Elliot und Captain Wentworth sich wieder. Anne hat Frederick nicht vergessen und auch Frederick ist noch immer zutiefst verletzt von Annes damaliger Zurückweisung. Als sie sich wiedertreffen, hat Anne alle Hoffnung auf Fredericks Vergebung verloren.
Captain Wentworth wendet sich Henrietta und Louisa Musgrove zu, den jungen, hübschen und lebenslustigen Schwestern von Charles und man rechnet allgemein damit, dass Frederick bald eine von ihnen heiraten wird. Als Wentworth seinen Freund Captain Harville in Lyme Regis besuchen will, beschließen Charles, Mary und die Musgrove-Schwestern, ihn zu begleiten. Auch Anne wird zu ihrer Überraschung eingeladen. Die Gesellschaft verbringt fröhliche Tage am Meer und Anne freundet sich mit Captain Benwick an, einem Freund von Harvile und Wentworth. Benwick war mit der kürzlich verstorbenen Schwester von Harville verlobt und leidet sehr unter dem Verlust. In Lyme hat Anne eine Begegnung mit einem jungen Mann, der sie offenkundig bewundert, was auch Captain Wentworth nicht entgeht. Im Gasthof erfährt Anne vom Wirt, dass es sich um den jungen Mr. Elliot handelt, den Erben von Sir Walter Elliot.
Bei einem Spaziergang auf der Kaimauer von Lyme erleidet Louisa Musgrove einen schweren Unfall, für den Wentworth sich verantwortlich fühlt. Die lebensgefährlich verletzte Louisa muss in der Obhut von Captain Harvilles Familie in Lyme bleiben, während Anne gezwungen ist, zu Vater und Schwester in das ungeliebte Bath zu reisen. Sir Walter und Elizabeth empfangen Anne kühl. Sie sind sehr damit beschäftigt, ihre Bekanntschaft mit der weitläufig verwandten Viscountess Dalrymple zu vertiefen und damit ihr Ansehen in der Gesellschaft von Bath zu erhöhen. Anne muss feststellen, dass sich Elizabeth Freundin Mrs. Clay Hoffnungen macht, Lady Elliot zu werden. Auch Mr. Elliot hat sich in Bath eingefunden und ist häufiger Gast bei Sir Walter und seinen Töchtern. Obwohl es vor Jahren einmal eine Neigung zwischen Elizabeth und Mr. Elliot gab, ist dieser jetzt offensichtlich sehr an Anne interessiert. Lady Russell, die ebenfalls nach Bath gereist ist, gratuliert Anne bereits zu dieser Verbindung.
Anne kann Frederick Wentworth nicht vergessen, glaubt aber, dass er sich nach ihrer Genesung mit Louisa Musgrove verloben wird. Deshalb ist sie sehr erstaunt, als sie von Admiral Croft erfährt, Louisa werde Captain Benwick heiraten. Frederick kommt nach Bath, wo überall von einer bevorstehenden Verlobung von Anne und Mr. Elliot gesprochen wird. Wentworth will sich verärgert zurückziehen. Als er aber Anne in einem Gespräch mit Captain Harville leidenschaftlich über die Beständigkeit der Gefühle einer Frau sprechen hört, gesteht er ihr in einem Brief seine unvermindert tiefe Zuneigung. Bei einer Abendveranstaltung in Sir Walters Haus erklärt Wentworth zu Sir Walters und Elizabeth Erstaunen, dass er und Anne sich seit Jahren lieben und hält um ihre Hand an. Mr. Elliot, der mit seiner Annäherung an Anne und seinen häufigen Besuchen bei Sir Walter sein Erbe sichern und eine neue Ehe von Sir Walter verhindern wollte, hat sich bereits Mrs. Clay zugewandt. Sir Walter und Elizabeth bleiben allein zurück.

## Kritiken
Roger Ebert schrieb in der Chicago Sun-Times vom 27. Oktober 1995, dass Details und Innenräume der Gebäude stimmten. Es sei dennoch kein Kostümfilm, sondern ein Film über zwei Menschen, die gleichzeitig „schüchtern“ und „stolz“ seien. Ebert lobte die Darstellungen von Amanda Root und Ciarán Hinds.
Das Lexikon des internationalen Films schrieb, der Film sei „unspektakulär“ und „stimmig“. Er lebe vor allem von den Darstellern.
Prisma nennt den Film eine „Mischung aus Kostümfilm und dichtem Charakterporträt einer jungen Frau, die sich zwischen Gefühlen und Pflichtbewusstsein entscheiden muss.“ Es gehe um „Konflikte, die auch heute noch Gültigkeit haben“.
Cinema kritisiert, dem Film fehle „Hollywood-Glamour“, hält das Stück dessen ungeachtet, für ein „brillantes Sittenbild“.

## Auszeichnungen
Der Film gewann im Jahr 1996 fünfmal den BAFTA Award, darunter für die Kostüme, für das Produktionsdesign, für die Filmmusik und für die Kameraarbeit. Er gewann 1995 den Royal Television Society Award. Fiona Shaw wurde 1996 für den Chlotrudis Award nominiert. Der Film wurde 2005 für die Beste DVD mit der Klassik für den Golden Satellite Award nominiert.

## Hintergrund
Der Film wurde in England gedreht. Er spielte in den Kinos der USA ca. 5,46 Millionen US-Dollar ein.